# جمعية الهلال الأحمر الفلسطيني
جمعية الهلال الأحمر الفلسطيني تأسست سنة 1968 على يد فتحي عرفات شقيق ياسر عرفات. تعدّ هذه الجمعية مؤسسة إنسانية وهي أحد الجمعيات الأعضاء في جمعية الصليب والهلال الأحمر الدولية. تقدم خدماتها عن طريق المستشفيات وأدوية الطوارئ وسيارات الإسعاف، وبشكل أساسي خدمات الرعاية الصحية في الضفة الغربية وقطاع غزة. تقع مكاتب الإدارة العامة للجمعية في مدينة البيرة. في عام 2006، تم الاعتراف بعضوية الجمعية الكاملة في الاتحاد الدولي لجمعيات الصليب الأحمر.

## خدمات الإسعاف
تقدم جمعية الهلال الأحمر الفلسطيني غالبية خدمات الإسعاف في معظم المناطق، مثل توفير خدمات الطوارئ الطبية والإغاثية للفلسطينيين، الذي كلفه رئيس منظمة التحرير الفلسطينية ياسر عرفات عام 1996. يتم تقديم خدمات الإسعاف من قبل 41 محطة رئيسية وفرعية، و 22 مركزًا ميدانيًا متنقلًا، و 122 سيارة إسعاف، و 346 من فنيي الطوارئ الطبية وأكثر من 500 متطوع.[بحاجة لمصدر]
شهد عام 1996 أيضًا تأسيس معهد الطوارئ الطبية، الذي يدرب الموظفين وفرق الطوارئ الطبية وفقًا للمعايير الدولية. علاوةً على ذلك، لعبت جمعية الهلال الأحمر الفلسطيني دوراً فعالاً في تحديد رقم الطوارئ الوطني (101).

## الرعاية الصحية
تقدم جمعية الهلال الأحمر الفلسطيني الرعاية الصحية عبر عشرات العيادات العامة وعيادات الرعاية الصحية الأولية والمستشفيات المنتشرة في الأراضي الفلسطينية ودول الطوق. تتوزع المستشفيات كالتالي:
| الرقم | اسم المشفى                                                 | البلد  | المدينة                     | تاريخ التأسيس |
| ----- | ---------------------------------------------------------- | ------ | --------------------------- | ------------- |
| 1     | مستشفى فلسطين، القاهرة (Q125245730)                        | مصر    | القاهرة                     | 1970          |
| 2     | مستشفى يافا الجراحي (Q130316311)                           | سوريا  | المزة، دمشق                 | 1970          |
| 3     | مستشفى بيسان (Q130316310)                                  | سوريا  | حمص                         | 1982          |
| 4     | مستشفى فلسطين، دمشق (Q125245732)                           | سوريا  | مخيم اليرموك، دمشق          | 1994          |
| 5     | مستشفى بلسم (Q130316000)                                   | لبنان  | مخيم الرشيدية، صور          |               |
| 6     | مستشفى الناصرة (Q130315999)                                | لبنان  | بر إلياس، محافظة البقاع     | 1978          |
| 7     | مستشفى حيفا (Q130315991)                                   | لبنان  | مخيم برج البراجنة، بيروت    |               |
| 8     | مستشفى الهمشري (Q130315986)                                | لبنان  | صيدا                        | 1986          |
| 9     | مستشفى صفد (Q130316002)                                    | لبنان  | مخيم البداوي، محافظة الشمال |               |
| 10    | مستشفى الأمل                                               | فلسطين | خان يونس                    | 1997          |
| 11    | مستشفى جمعية الهلال الأحمر الفلسطيني (القدس) (Q127258364)  | فلسطين | القدس                       |               |
| 12    | مستشفى جمعية الهلال الأحمر الفلسطيني (البيرة) (Q126911121) | فلسطين | البيرة                      | 2003          |
| 13    | مستشفى جمعية الهلال الأحمر الفلسطيني (طولكرم) (Q124538496) | فلسطين | طولكرم                      |               |
| 14    | مستشفى الهلال الأحمر التخصصي                               | فلسطين | الخليل                      | 2011          |
| 15    | مستشفى القدس                                               | فلسطين | تل الهوى، غزة               | 2001          |

## الانتهاكات
خلق الصراع بين الإحتلال الإسرائيلي والفلسطينيين بعض القضايا الخاصة لتقديم الخدمات، يزعم الإحتلال الإسرائيلي على أن هناك عدة حوادث تم فيها العثور على سيارات إسعاف فلسطينية تنقل قنابل أو صواريخ أو فدائيون فلسطينيون متنكرين في زي المرضى. ونتيجة لذلك، ينتهج جيش الإحتلال سياسة التوقف لتفتيش جميع سيارات الإسعاف الفلسطينية عند حواجز الطرق، بغض النظر عن خطورة حالة المريض.

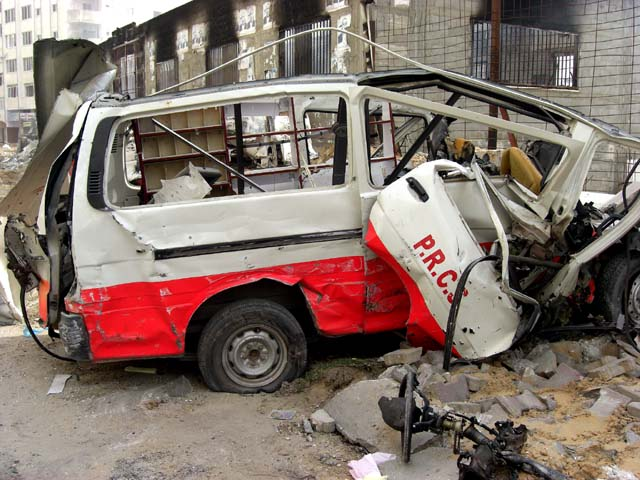
سيارة إسعاف مدمرة في مستشفى القدس التابع للهلال الأحمر خلال الحرب في غزة عام 2009.

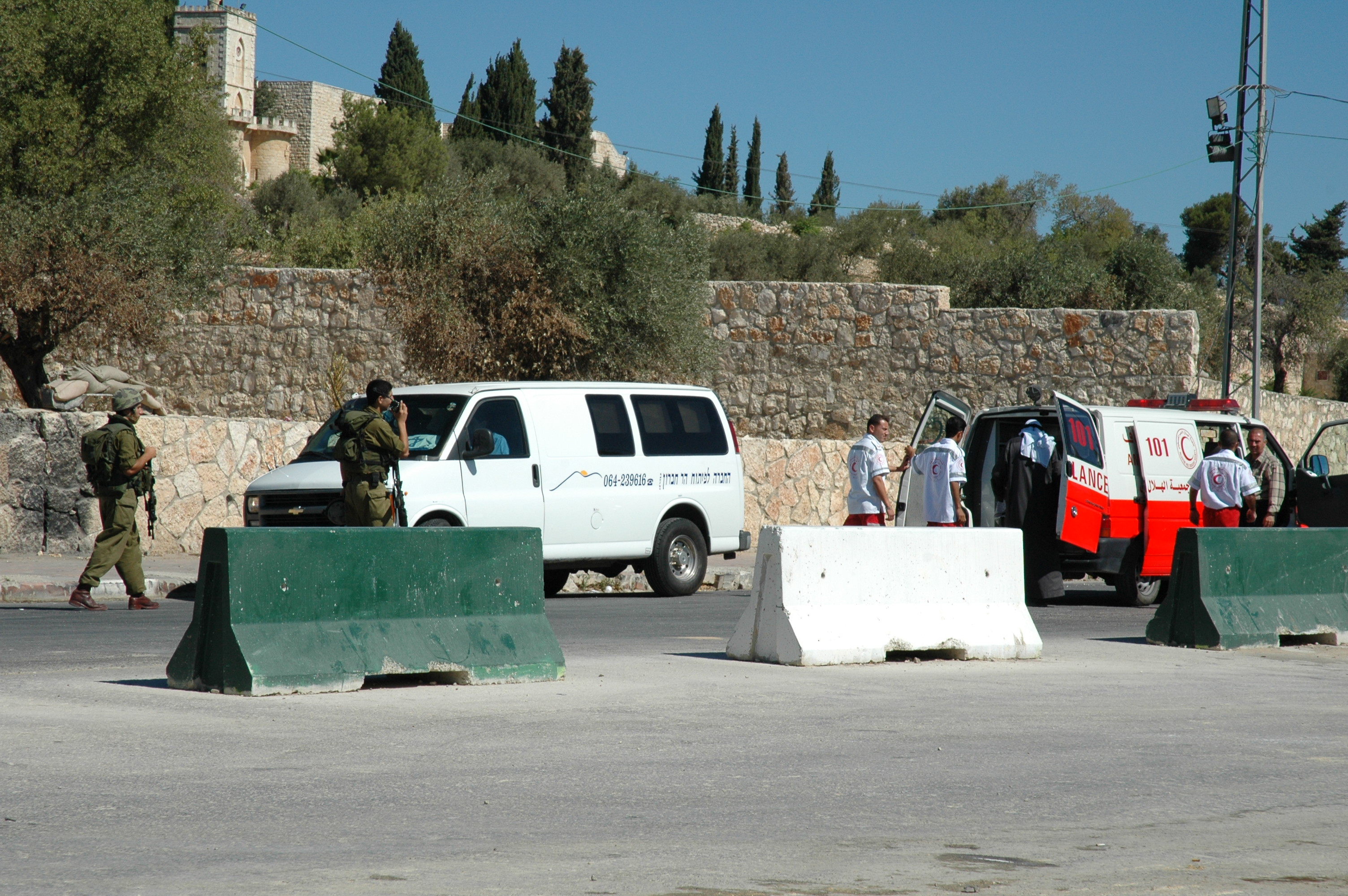
سيارة إسعاف تابعة للهلال الأحمر الفلسطيني على حاجز اسرائيلي.

وبحسب جمعية الهلال الأحمر الفلسطيني، فقد استهدفت قوات الإحتلال على الأرض وفي الطائرات سيارات الإسعاف الفلسطينية عمداً، ومنعوهم وعرقلوا من أداء واجباتهم، في انتهاك للقانون الإنساني الدولي. في عام 2003، على سبيل المثال، أفادت جمعية الهلال الأحمر الفلسطيني أن سبعة موظفين أصيبوا وتضررت 12 سيارة إسعاف في الهجمات التي شنها المستوطنون الإسرائيليون وجيش الإحتلال، وتم منع سيارات الإسعاف التابعة لجمعية الهلال الأحمر الفلسطيني أو تأخير الوصول إلى المناطق في 584 مناسبةً مختلفة.
خلال حرب غزة 2008-2009، رفضت منظمة العفو الدولية الاتهامات التي وجهها الإحتلال بأن حماس استخدمت بشكل منهجي المرافق الطبية والمركبات والزي المدرسي كغطاء، مشيرة إلى أنه لم يتم تقديم أي دليل يثبت مثل هذه الأعمال. علاوة على ذلك، ذكر ماجن ديفيد أدوم أمام بعثة الأمم المتحدة التي تحقق في الحرب أنه «لم يكن هناك استخدام لسيارات الإسعاف التابعة لجمعية الهلال الأحمر الفلسطيني لنقل الأسلحة أو الذخيرة ... [و] لم يكن هناك سوء استخدام للشارة من قبل جمعية الهلال الأحمر الفلسطيني.»

## أحداث
- في 4 أغسطس 2020، شاركت جمعية الهلال الأحمر الفلسطيني في لبنان في عمليات الإغاثة بعد انفجار مرفأ بيروت، كما أعلنت حالة الطوارئ في منشآتها ومركباتها وكوادرها الموجودة في بيروت لدعم جهود طواقم الصليب الأحمر اللبناني. استقبل مستشفيا حيفا والهمشري عشرات المصابين، وأطلقت الجمعية حملة للتبرع بالدم في بيروت وصيدا.[16]
- في 17 سبتمبر 2024، شاركت جمعية الهلال الأحمر الفلسطيني في لبنان

## وصلات خارجية
- موقع جمعية الهلال الأحمر الفلسطيني
- ملخص الجمعية عن عمليات الإغاثة
- إصدار صحفي من المنظمة الدولية للهلال والصليب الأحمر
- المنظمة الدولية للهلال والصليب الأحمر تطالب بدعم جمعية الهلال الأحمر الفلسطيني.